# Klos
Klos är en kommunhuvudort i Albanien. Den ligger i distriktet Mat och prefekturen Qarku i Dibrës, i den norra delen av landet. Klos ligger 257 meter över havet och antalet invånare är 683.
Klos ligger nere i en dal. Närmaste större samhälle är Bulqizë, 11,4 km öster om Klos.
Omgivningarna runt Klos är en mosaik av jordbruksmark, skog och bebyggelse.